# Benedetto Molli

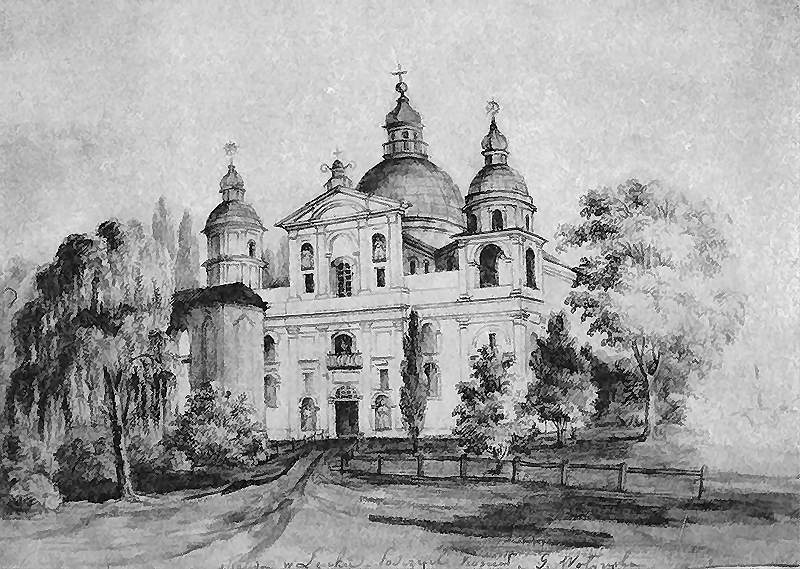
Jesuitenkirche St. Peter und Paul in Luzk

Benedetto Molli (* 16. März 1597 in Rom; † 1. Oktober 1657) war ein italienischer Architekt, der in Italien und Polen-Litauen wirkte.

## Leben
Benedetto Molli wurde 1617 Jesuit. Seit 1627 sind von ihm Entwürfe und Bauleitungen von Jesuitengebäuden in Perugia, Panicale und Montepulciano in Italien bekannt.
Seit 1633 war Molli in Polen-Litauen. Dort entwarf er Kirchen und Klosteranlagen in Ostrog, Olyka, Luzk und Grodno.
Etwa seit 1653 lebte er wieder in Italien, wo er auch starb.

## Bauten (Auswahl)
Benedetto Molli entwarf Kirchen und Kolleggebäude in Italien und der heutigen Ukraine und Weißrussland.
Italien
- 1627/30 Perugia, Theologisches Kolleg
- um 1628/1630 Panicale, Jesuitenresidenz
- 1630 Montepulciano, Jesuitenkolleg
- 1631 Rom, Collegium Germanicum, Entwurf nicht umgesetzt

Polen-Litauen
- 1634/40 Ostróg, Jesuitenkirche St. Ignatius und Franz Xaver
- 1635 Olyka, Jesuitenkirche Heilige Dreifaltigkeit

- 1646/51 Grodno, Kirche und Brigittenkloster
- 1646 Luzk, Jesuitenkloster, Entwurf
- 1650 Luzk, Jesuitenkirche St. Peter und Paul, heute Kathedrale des Bistums Luzk

Italien
- 1653/57 Valmontone, Palazzo Doria-Pamphilj[1]